# تپه حاج علی
تپه حاج علی مربوط به عصر مس و سنگ - دوره ساسانیان - دوره سلجوقیان است و در شهرستان دورود، بخش مرکزی، دهستان ژان، ۲ کیلومتری شمال شرقی روستای بهرام علیا واقع شده و این اثر در تاریخ ۲۳ بهمن ۱۳۸۵ با شمارهٔ ثبت ۱۷۲۱۷ به‌عنوان یکی از آثار ملی ایران به ثبت رسیده است.